# 总理纪念堂
29°42′38″N 121°26′01″E / 29.710640°N 121.433680°E
总理纪念堂原名中山纪念堂，是浙江省宁波市奉化区境内一处纪念中国国民党总理孙中山的近代建筑。纪念堂位于锦屏街道锦屏山南麓、中山公园下山腰。最初建于1928年，不仅比1930年10月建成的广西梧州中山纪念堂早两年，也早于1929年落成的廣東中山紀念堂 (大埔三河)，属于中国历史上最早的中山纪念堂。中国抗日战争时遭到破坏，抗战结束时重修改为现名。建筑分为主楼纪念堂、锦屏小筑和小平房三部分组成，总占地面积677平方米。纪念堂为两层建筑，锦屏小筑为单层建筑，均为单檐歇山顶，小平房为单层单檐硬山顶建筑。建筑墙面、门楣、窗台风格受到外来文化的影响。
1948年，国民政府主席蒋介石长子蒋经国携夫人蒋方良和儿女拜谒总理纪念堂，曾小憩于锦屏小筑。目前建筑为中国国民党革命委员会宁波市奉化区委员会锦溪书画院使用。2011年成为浙江省文物保护单位。